# Покровская, Людмила Александровна
Людми́ла Алекса́ндровна Покро́вская (18 марта 1925, Ленинград — 7 октября 2009, Санкт-Петербург) — советский и российский тюрколог, востоковед, доктор филологических наук, профессор, исследователь языка и культуры гагаузов.

## Биография
Л. А. Покровская родилась 18 марта 1925 года в Ленинграде в семье потомственных интеллигентов — историка религии А. М. Покровского и учительницы начальной школы Л. Г. Покровской. Отец был арестован в августе 1936 г. (по делу Н. М. Маторина) и отправлен в ИТЛ, где впоследствии погиб. Летом 1937 году Л. А. Покровская вместе с матерью попадает в административную ссылку в пос. Янаул БашкАССР как член семьи А. М. Покровского, репрессированного сталинским режимом в 1936 году. В 1944 г. Л. А. Покровская с отличием закончила поселковую среднюю школу, параллельно изучила основы двух тюркских языков — башкирского и татарского.
В 1944 году по совету отца Л. А. Покровская поступила в Ленинградский государственный университет, эвакуированный в годы Великой Отечественной войны в Саратов. Ещё будучи студенткой, Л. А. Покровская приступает под руководством выдающегося тюрколога Н. К. Дмитриева к изучению языка и фольклора гагаузов, проживающих на юге Молдавии и в Одесской области Украины. По окончании в 1949 году Восточного факультета ЛГУ и его аспирантуры (1952) она защитила кандидатскую диссертацию «Песенное творчество гагаузов» (1953). Результаты её работы были опубликованы позже в седьмом томе трудов Первого международного конгресса балканских исследований под названием «Народные песни гагаузов Молдавии и Украины» (София, 1971), а небольшая часть собранных ею гагаузских народных песен (с нотами и с приложенной грампластинкой) составила сборник «Народные песни гагаузов» (М., 1989).
В 1954 году Л. А. Покровская работала младшим научным сотрудником в Отделе восточных рукописей Института востоковедения Академии наук СССР в Ленинграде, а затем в декабре того же года перевелась по приглашению Н. К. Дмитриева в Москву в Сектор тюркских языков Института языкознания АН СССР, где продолжила начатую её учителем разработку актуальных проблем гагаузского языкознания. Полевые исследования, проведенные Л. А. Покровской во время восьми экспедиций (в 1948, 1950, 1951, 1956, 1957, 1959, 1960, 1961 годах) в гагаузские села Молдавии и Украины, позволили ей сформулировать положения о диалектном членении, лексическом составе, периодизации развития гагаузского языка, его фонетических, морфологических и синтаксических особенностях.
В 1977 году Л. А. Покровская перевелась из Москвы в Ленинград для работы в группе балканского языкознания Ленинградского отделения Института языкознания АН СССР (ныне Институт лингвистических исследований РАН).
В 1987—1991 годы Л. А. Покровская консультировала на научных семинарах ученых и исследователей АН МССР по вопросам тюркологии и разрабатывала планы работ для сотрудников вновь созданного Отдела гагаузоведения.
В 1992—2000 годы Л. А. Покровская работала в должности профессора на кафедре гагаузской филологии Комратского государственного университета, читала не только курс лекций по современному гагаузскому языку, спецкурс по гагаузскому песенному фольклору, но и вела цикл дисциплин по тюркологии, а также помогала докторантам и преподавателям в разрешении проблемных моментов при написании диссертаций, дипломных и курсовых работ, при составлении лекционных курсов, спецкурсов и спецсеминаров.
Смерть прервала работу ученого над подготовкой к переизданию в виде монографии под эгидой Института лингвистических исследований РАН двух её учебных книг по современному гагаузскому языку.
24 октября 2009 года прах Л. А. Покровской по её завещанию был погребен в селе Бешалма Автономного Территориального Образования Гагаузия в Республике Молдова. Там же 18 марта 2015 года был установлен бюст Л. А. Покровской, скульптор А. Д. Карачобан.

## Научная деятельность
С 1957 года Л. А. Покровская принимала активное участие в создании письменности для гагаузского языка, в разработке правил орфографии и пунктуации, терминологии, в создании и редактировании первых школьных учебников, в подготовке специалистов по гагаузскому языку. В 1992 году ею (вместе с Г. А. Гайдаржи) был разработан новый гагаузский алфавит на базе латинской графики, утвержденный с небольшими поправками Народным собранием Гагаузии и Парламентом Республики Молдова в 1996 году.
Написанная Л. А. Покровской «Грамматика гагаузского языка. Фонетика и морфология» была издана в Москве в 1964 году. Автору удалось впервые в мире систематизировать обширный языковой материал, ввести в научное обращение новые факты, дать лингвистическое объяснение особенностям лексической, фонологической, словообразовательной и грамматической системы современного гагаузского языка.
За исследование «Синтаксис гагаузского языка в сравнительном освещении» Л. А. Покровской в 1976 году была присуждена учёная степень доктора филологических наук. Монография представляет собой завершение исследования грамматики гагаузского языка, в ней анализируются специфические черты гагаузской синтаксической системы, появившиеся под болгарским и общебалканским влиянием, сделаны обобщающие выводы на богатом языковом материале. Данная работа является ценным вкладом в тюркологическую литературу.
Л. А. Покровская является одним из создателей «Гагаузско-русско-молдавского словаря» (М., 1973). Кроме того, вместе с видным тюркологом Н. А. Баскаковым она возглавила авторский коллектив, разработала инструкцию и принципы составления трехъязычного словаря, выход в свет которого стал заметной вехой в становлении и развитии письменных норм гагаузского литературного языка.
Общеобразовательным целям служат труды Л. А. Покровской: краткий очерк «Грамматики гагаузского языка» (Кишинев, 1990), курсы лекций «Современный гагаузский язык» (Комрат, 1997) и «Синтаксис современного гагаузского языка (предложение)» (СПб.-Комрат, 1999), а также подготовленный под её руководством «Орфографический словарь гагаузского языка» (Комрат, 1997). Кроме того, Л. А. Покровская несколько лет назад подготовила к изданию и отдала в печать под гриф Комратского государственного университета научный сборник гагаузских народных песен и обрядов, собранных ею в 1948—1961 годах. Особенно интересно подробное описание гагаузской свадьбы со всеми обрядами и с учётом особенностей местного говора, сделанное Л. А. Покровской в 1956 году в Чадыр-Лунге.
К числу актуальных проблемам гагаузоведения, впервые поднятых на страницах ряда научных публикаций Л. А. Покровской, относятся: этимология этнонима «гагауз», гагаузские термины родства, гагаузские фамилии с историческим компонентом -огло, паремиология и фразеология гагаузского языка, классификация гагаузских народных песен türkü, самобытность и самостоятельность гагаузского языка, правила употребления букв гагаузского алфавита и в связи с этим новые правила орфографии и пунктуации гагаузского языка.
Значительные заслуги принадлежат Л. А. Покровской в области редактирования и рецензирования научных изданий по вопросам гагаузского языкознания. Она проявила себя при этом глубоко эрудированным, объективным, принципиальным и доброжелательным специалистом и человеком.

## Публикации
- Правила орфографии гагаузского языка. Кишинев, 1958 (совм. с Д. Н. Танасогло);
- Основные черты фонетики современного гагаузского языка // Вопросы диалектологии тюркских языков. Т. 2. Баку, 1960. С. 170—190;
- Термины родства в тюркских языках // Историческое развитие лексики тюркских языков. М., 1961. С. 11-81;
- Грамматика гагаузского языка: Фонетика и морфология. М., 1964;
- Гагаузско-русско-молдавский словарь. М., 1973 (сост.; совм. с др.);
- Тарих-и Кашгар // Материалы по истории киргизов и Киргизии. Вып. 1. М., 1973. С. 215—223 (пер. с уйгурского яз.);
- Синтаксис гагаузского языка в сравнительном освещении. М., 1978;
- Общетюркские начальные гласные // Сравнительно-историческая грамматика тюркских языков: Фонетика / Отв. ред. Э. Р. Тенишев; Институт языкознания АН СССР. — М.: Наука, 1984. — С. 199—225. — 448 с.
- Имя прилагательное // Сравнительно-историческая грамматика тюркских языков: Морфология. — М.: Наука, 1988. — С. 148—161.
- Мои университетские годы // ВВВФ. С. 102—129.